# (100750) 1998 EX8
(100750) 1998 EX8 es un asteroide perteneciente al cinturón de asteroides descubierto el 6 de marzo de 1998 por Tetsuo Kagawa desde el Observatorio Gekko, Kannami, Japón.

## Designación y nombre
Designado provisionalmente como 1998 EX8.

## Características orbitales
1998 EX8 está situado a una distancia media del Sol de 2,677 ua, pudiendo alejarse hasta 3,253 ua y acercarse hasta 2,102 ua. Su excentricidad es 0,214 y la inclinación orbital 11,39 grados. Emplea 1600,66 días en completar una órbita alrededor del Sol.

## Características físicas
La magnitud absoluta de 1998 EX8 es 14,8. 